# Tetramethylamoni hydroxide
Tetrametylamoni hydroxide' (TMAH hoặc TMAOH) là muối amoni bậc bốn với công thức phân tử N(CH
3)+
4OH−
. Nó thường gặp phải khi dung dịch cô đặc trong nước hoặc methanol. Là chất rắn và dung dịch không màu, hoặc màu vàng nếu không đều. Mặc dù TMAH hầu như không có mùi khi tinh khiết, các mẫu thường có mùi tanh mạnh từ trimetylamin là tạp chất thông thường. TMAH có nhiều ứng dụng công nghiệp và nghiên cứu đa dạng.

## Trong hóa học
TMAH khan chưa bao giờ bị cô lập. Dạng rắn duy nhất tương đối ổn định của chất này tồn tại là pentahydrat - N(CH
3)
4OH. 5H
2O và đã được chỉ định số CAS # 10424-65-4. Một trihydrate - C
4H
13NO · 3H
2O, cũng đã được tìm thấy và nó đã được chỉ định số CAS # 10424-66-5. TMAH thường gặp nhất ở trong dịch nước, với nồng độ từ ~ 2-25%, và ít gặp hơn trong dung dịch methanol. Các dung dịch này được xác định bởi số CAS # 75-59-2.

### Điều chế
Một trong những sự các điều chế sớm nhất của TMAH báo cáo trong tài liệu này là của Walker và Johnston, người đã làm ra nó bằng phản ứng trao đổi của tetrametylamoni chloride và kali hydroxide trong methanol khan, trong đó TMAH hòa tan được, nhưng kali chloride không:
NMe+
4Cl−
 + KOH → NMe+
4OH−
 + KCl
Trong đó Me là viết tắt của nhóm metyl, CH3-.
Báo cáo này cũng cung cấp chi tiết cho việc cô lập TMAH như pentahydrat của nó, lưu ý đến sự tồn tại của một trihydrat, và nhấn mạnh tính dễ dãi mà ngay cả những người trước đó thể hiện cho độ ẩm khí quyển và cacbon dioxide. Các tác giả này báo cáo một m.p. của 62-63 °C đối với pentahydrat và độ tan trong nước 220 g / 100 mL ở 15 °C.

### Phản ứng
TMAH trải qua phản ứng axit base đơn giản với các axit mạnh hoặc yếu để tạo ra muối tetrametylamoni với anion có nguồn gốc từ axit, ví dụ:
NMe+
4OH−
 + HCl → NMe+
4Cl−
 + H2O
NMe+
4OH−
 + CO2 → NMe+
4HCO−
3
Các dung dịch của TMAH có thể được sử dụng để tạo ra các muối tetrametylamoni khác trong một phản ứng metathesis với muối amoni, theo đó anion có nguồn gốc từ muối amoni. Phản ứng được điều khiển theo hướng mong muốn bằng cách loại bỏ bốc hơi amonia và nước. Ví dụ, thiocyanat tetrametylamoni có thể được làm từ amoni thiocyanattheo phương trình:
NMe+
4OH−
 + NH+
4SCN−
 → NMe+
4SCN−
 + NH3 + H2O
TMAH, thông thường với nhiều muối TMA khác có chứa anion đơn giản, phân hủy khi bị nung tạo thành trimetylamin. Dimethyl ete là một sản phẩm phân huỷ lớn hơn methanol. Phương trình lý tưởng là:
2 NMe+
4OH−
 → 2 NMe3 + MeOMe + H2O

### Tính chất
TMAH là một base mạnh

## Ứng dụng
Một trong những cách sử dụng công nghiệp của TMAH là khắc silic. Nó được sử dụng như một dung môi cơ bản trong sự phát triển của quang khắc axit trong quá trình photolithography, và có hiệu quả cao trong việc tẩy quang khắc. TMAH có một số tính chất xúc tác chuyển pha và được sử dụng làm chất hoạt động bề mặt trong quá trình tổng hợp nước từ để ức chế sự kết hợp các hạt nano.
TMAH là chất thử phổ biến nhất hiện nay được sử dụng trong quá trình phân hủy nhiệt, kỹ thuật phân tích liên quan đến cả sự phân huỷ nhiệt và dẫn xuất hóa học của chất phân tích.

## Độc hại
Các ion tetrametylamoni ảnh hưởng đến dây thần kinh và cơ bắp, gây khó thở, cơ tê liệt và có thể là tử vong. Nó có cấu trúc liên quan đến acetylcholin, một chất dẫn truyền thần kinh quan trọng ở cả đường nối thần kinh cơ và thành mạch tự trị. Sự giống nhau cấu trúc này được phản ánh trong cơ chế độc tính của nó - nó liên kết và kích hoạt các thụ thể acetylcholin nicotinic, mặc dù chúng có thể bị nhạy cảm trong sự có mặt của chất chủ vận. Tác dụng của tetrametylamoni được phát hiện nhiều nhất trong các tế bào tự trị, và do đó tetrametylamoni được phân loại theo truyền thống như là một chất kích thích hưng phấn. Các phản ứng ganglionic có thể góp phần gây tử vong do nhiễm trong công nghiệp, mặc dù "các vết bỏng hóa học" do cơ chế mạnh này gây ra cũng nghiêm trọng. Có bằng chứng cho thấy ngộ độc có thể xảy ra thông qua tiếp xúc với các dung dịch cô đặc TMAH.